# Thomas Wolsey
Thomas Wolsey, angleški rimskokatoliški duhovnik, nadškof in kardinal, * 1471, Ipswich, † 29. november 1530, York.

## Življenjepis
10. marca 1498 je prejel duhovniško posvečenje.
6. februarja 1514 je bil postavljen za škof Lincolna; škofovsko posvečenje je prejel 26. marca istega leta.
Septembra 1515 je bil imenovan za nadškofa Yorka. 10. septembra istega leta je bil povzdignjen v kardinal-duhovnika S. Cecilia.